# Daniel Güiza
Daniel González Güiza [daˈnjɛl gonˈθa.lɛθ ˈgwi.θa] (* 17. August 1980 in Jerez de la Frontera), auch bekannt als Dani Güiza, ist ein spanischer Fußballspieler.

## Karriere

### Im Verein
Zu Beginn seiner Karriere spielte Daniel Güiza bei dem Verein seiner Heimatstadt Deportivo Xerez. Für den spanischen Zweitligisten erzielte er in seiner ersten Saison 1998/99 einen Treffer in 16 Spielen. Anschließend unterschrieb er einen Vertrag beim Erstligisten RCD Mallorca, wo er langsam an den Profifußball herangeführt werden sollte. In seiner ersten Spielzeit bei den Mallorquinern wurde er an Dos Hermanas CF ausgeliehen und spielte bis 2002 häufig für die B-Mannschaft des RCD Mallorca. Für die Erstligamannschaft des RCD Mallorca, bei der er bis 2003 unter Vertrag stand, kam er auf insgesamt sieben Ligaeinsätze.
Für die Saison 2002/03 wurde er vom Erstliga-Konkurrenten Recreativo Huelva und in der zweiten Saisonhälfte vom FC Barcelona B ausgeliehen. Zur Saison 2003/04 verpflichtete Ciudad de Murcia den Stürmer, der mit 38 Toren in 81 Spielen seine Mannschaft zwei Mal vor dem Abstieg in die Segunda División bewahrte. Nach zwei Jahren in der zweiten Liga folgte 2005 der Wechsel zum spanischen Erstligisten FC Getafe. Mit dem Klub qualifizierte er sich am Ende der Saison 2006/07 durch den Einzug ins spanische Pokalfinale für den UEFA-Pokal 2007/08.
Jedoch kehrte Güiza vor der Saison 2007/08 zum RCD Mallorca zurück, wo er daraufhin mit 27 Toren Torschützenkönig der Primera División wurde.
Zur Saison 2008/09 wechselte Güiza für eine vereinsinterne Rekordablösesumme von 15 Millionen Euro zu Fenerbahçe Istanbul. Er unterschrieb einen Vierjahresvertrag bis Ende Mai 2012. Sein erstes Tor in einem Pflichtspiel für Fenerbahçe Istanbul erzielte er in der dritten Runde der Champions-League-Qualifikation 2008/09 zum 2:2-Ausgleich, gegen Partizan Belgrad. Sein erstes Champions-League-Spiel, in dem er auch ein Tor erzielte, bestritt er gegen den FC Porto.
Im August 2011 wechselte Güiza zurück zum FC Getafe in die Primera Division. In der zweiten Saison beim Madrider Vorortverein überzeugte er nicht und wechselte auf Leihbasis nach Malaysia zum Johor FC.

### In der Nationalmannschaft
Aufgrund seiner starken Leistungen als Torjäger während der Saison 2007/08 wurde Daniel Güiza am 9. November 2007 zu den Qualifikationsspielen zur Europameisterschaft 2008 gegen Schweden und Nordirland erstmals für die spanische Nationalmannschaft nominiert. Am 21. November 2007 bestritt er beim 1:0-Sieg gegen Nordirland sein erstes Länderspiel. Sein erstes Tor für die Selección schoss Daniel Güiza am 18. Juni 2008 im Vorrundenspiel der UEFA Euro 2008 gegen Griechenland. Im Halbfinalspiel der Europameisterschaft 2008 erzielte er das 2:0 gegen Russland und besiegelte so den Einzug Spaniens ins Finale.
Beim Confed-Cup 2009 in Südafrika wurde Daniel Güiza zweimal eingewechselt. Beim Spiel um Platz 3 gegen Südafrika steuerte er in den Schlussminuten der regulären Spielzeit zwei Treffer zum 3:2-Sieg (n. V.) seiner Mannschaft bei.
Sein bisher letztes Länderspiel absolvierte er am 3. März 2010 beim 2:0-Sieg im Freundschaftsspiel gegen Frankreich. Im Mai 2010 wurde der Angreifer in den vorläufigen Kader für die Weltmeisterschaft 2010 berufen, aber im weiteren Verlauf der Vorbereitung zum Turnier aus dem endgültigen Aufgebot gestrichen.

## Erfolge und Auszeichnungen

### Nationalmannschaft
- Europameister: 2008 (4 Einsätze / 2 Tore)
- Dritter beim Confed-Cup: 2009 (2 Einsätze / 2 Tore)

### Verein
Fenerbahçe Istanbul
- Türkischer Supercup-Sieger: 2009
- Türkischer Meister: 2011

### Persönliche Ehrungen
- Torschützenkönig der spanischen Primera División: 2007/08
- Zarra-Trophäe: 2007/08
- Zweitbester Torjäger Europas: 2007/08

## Sonstiges
Güiza gehört der Volksgruppe der Roma an.